# 中国名牌产品
中国名牌产品是中国国家质检总局2001年开始的一套優質商品標籤。由中国名牌战略推进委员会每年举办一次中国名牌产品评选，于2005年更推出中国世界名牌产品评选。獲選的品牌可在产品及其包装、广告宣传等展示使用中国名牌产品标志。
2008年三鹿奶粉事件发生后，质检总局不再直接办理与企业和产品有关的名牌评选活动。

## 外部連結
- 质检总局澄清：中国名牌产品将终结系误读